# Kodai Senga
Kodai Senga (千賀 滉大, Senga Kōdai, Gamagori, 30 de janeiro de 1993) é um jogador de beisebol japonês, que joga na posição de arremessador (pitcher).

## Carreira
Senga compôs o elenco da Seleção Japonesa de Beisebol nos Jogos Olímpicos de Verão de 2020 em Tóquio, onde conquistou a medalha de ouro após derrotar a equipe dos Estados Unidos na final da competição por 2–0.